# Reportatge objectiu
Un reportatge objectiu es tracta sobre qualsevol tema (que pot no ser d'estricta actualitat) de manera documentada, perquè el periodista la considera d'interès general.
És més extensa que la notícia i inclou elements com: valoracions de protagonistes o testimonis dels successos, detalls de xifres i dades, i textos complementaris (fotografies, esquemes, i altres tipus d'informació gràfica).